# Castillejo de Mesleón
Castillejo de Mesleón é um município da Espanha na província de Segóvia, comunidade autónoma de Castela e Leão, de área  km² com população de 159 habitantes (2007) e densidade populacional de 5,36 hab/km².
Teve o mesmo alcaide durante 55 anos, Ricardo Diez, de 1963 até 2019. Sucedeu ao seu tio, durante o Franquismo, tendo permanecido nas funções até 2019, quando perdeu as eleições aos 89 anos de idade.

## Demografia
| Variação demográfica do município entre 1991 e 2004 | Variação demográfica do município entre 1991 e 2004 | Variação demográfica do município entre 1991 e 2004 | Variação demográfica do município entre 1991 e 2004 |
| --------------------------------------------------- | --------------------------------------------------- | --------------------------------------------------- | --------------------------------------------------- |
| 1991                                                | 1996                                                | 2001                                                | 2004                                                |
| 141                                                 | 145                                                 | 143                                                 | 146                                                 |